# Splendeur (film, 1999)
Pour les articles homonymes, voir Splendeur et Splendor.
Pour plus de détails, voir Fiche technique et Distribution.
Splendeur (Splendor) est un film américano-britannique réalisé par Gregg Araki, sorti en 1999.

## Synopsis
Restant indécise quant à préférer l'un de ses deux prétendants, un intellectuel romantique d'un côté, un rocker bête de sexe de l'autre, Veronica, une jeune femme sensuelle, intelligente et rebelle décide de ne pas choisir et de s'installer avec ses deux amants, Abel et Zed. Ceux-ci s'accoutument de la situation pour le mieux, mais la jeune femme tombe enceinte, et ne sait pas qui est le père,...

## Fiche technique
- Titre : Splendeur
- Titre original : Splendor
- Réalisation : Gregg Araki
- Scénario : Gregg Araki
- Pays d'origine :  États-Unis  Royaume-Uni
- Format : Couleurs - 1,85:1 - Dolby Digital - 35 mm
- Genre : Comédie
- Durée : 93 minutes
- Date de sortie : 1999

## Distribution
- Kathleen Robertson : Veronica
- Johnathon Schaech : Abel
- Matt Keeslar : Zed
- Kelly Macdonald : Mike
- Eric Mabius : Ernest
- Dan Gatto : Mutt
- Linda Kim : Alison
- Audrey Ruttan : The Gloved One
- Nathan Bexton : serveur
- Amy Stevens : Nana Kitty Cat
- Adam Carolla : patron de Mike
- Julie Millett : caissière au supermarché
- Jenica Bergere : Model #1
- Paige Dunn : Model #2
- Emile Hamaty : The Wizard Cashier